# 圣地亚哥-德尔泰德
圣地亚哥-德尔泰德（西班牙語：Santiago del Teide）是西班牙加那利群岛圣克鲁斯-德特内里费省的一个市镇，位于特内里费岛的西部。总面积52.21平方公里，总人口10755人（2018年），人口密度210人/平方公里。

## 图集

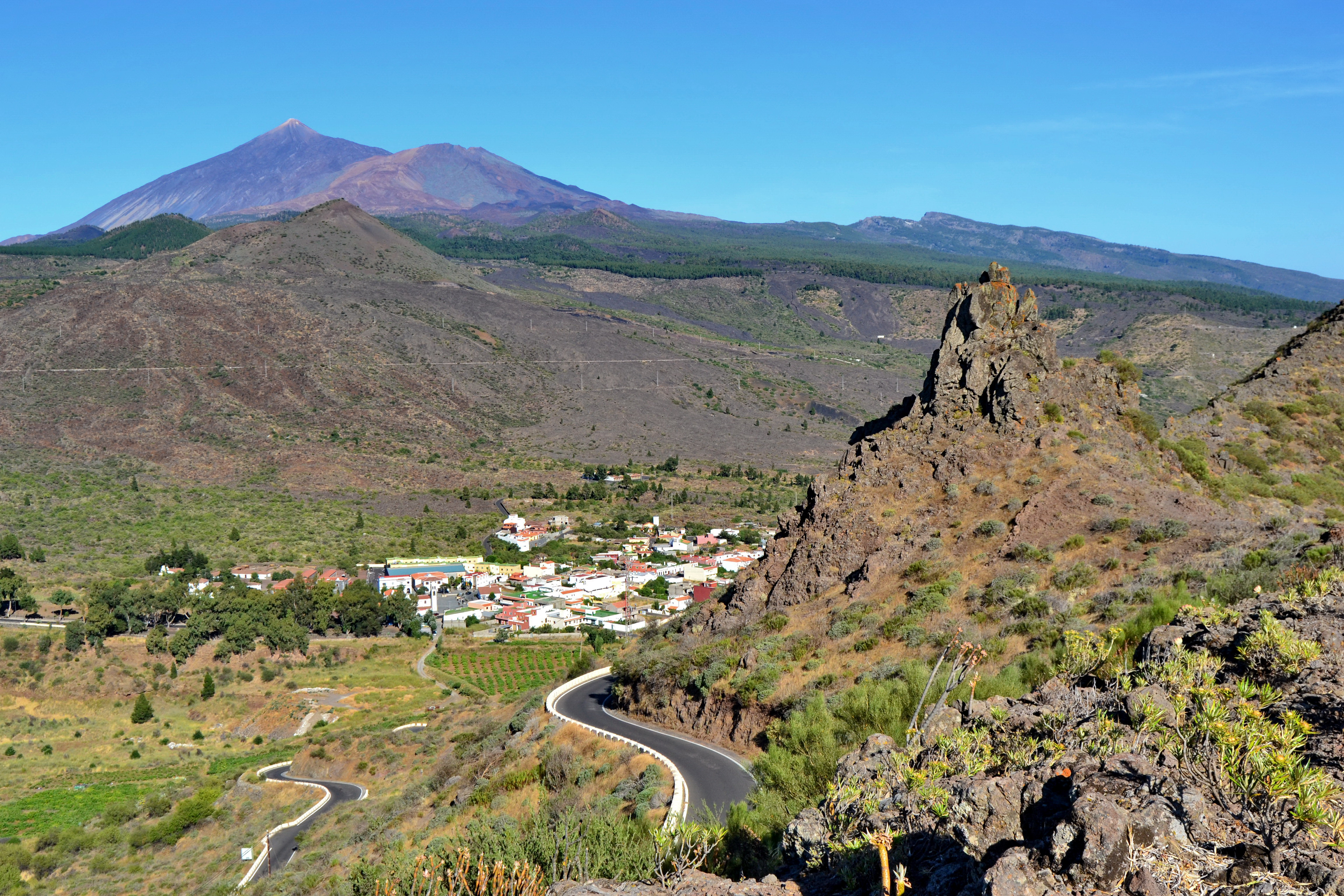
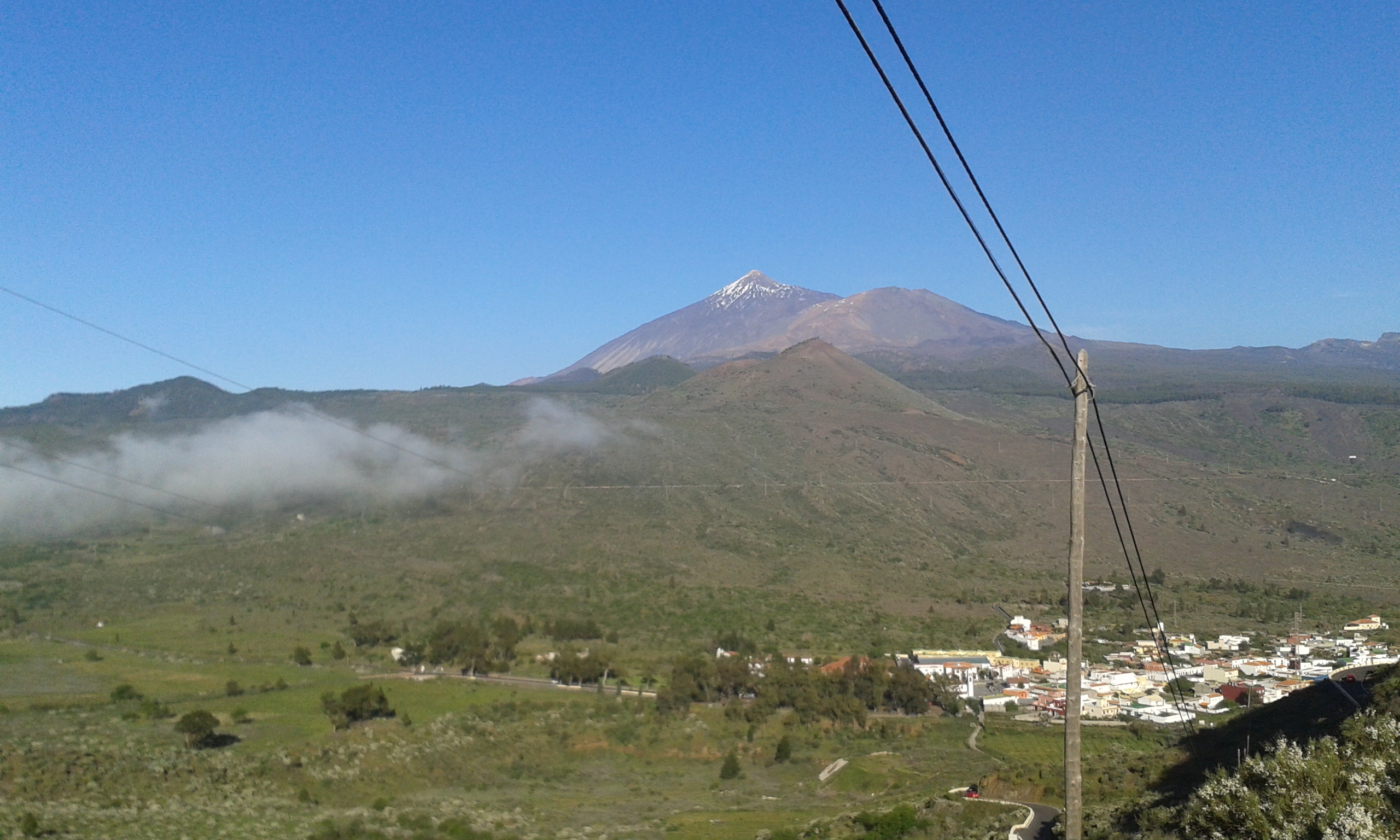
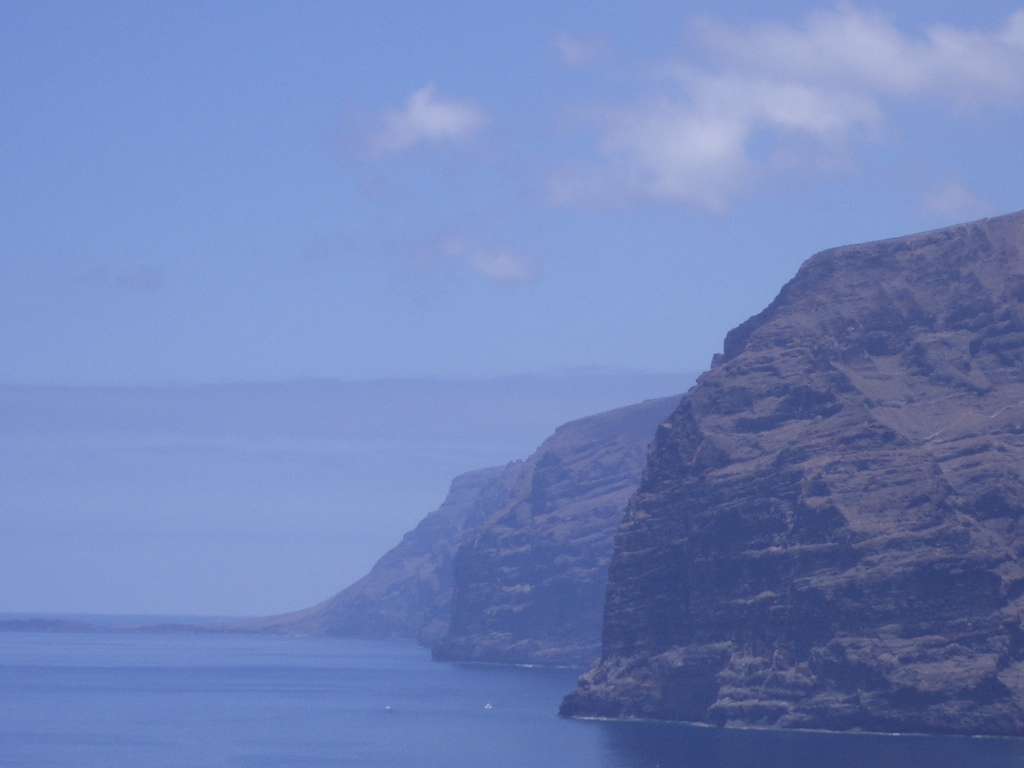
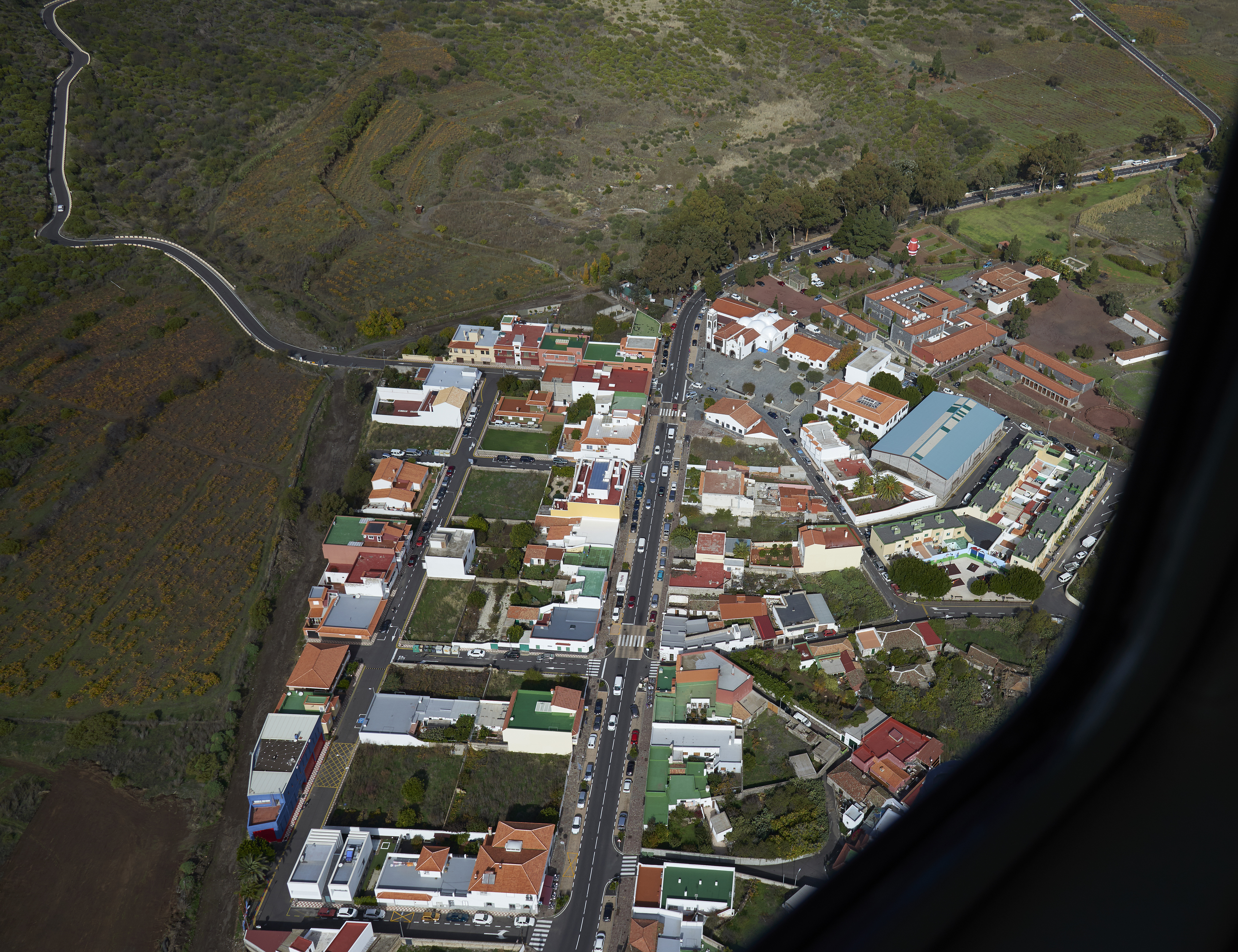

## 人口
| 圣地亚哥-德尔泰德      |
|                        |
| 来源：加那利群岛统计局 |